# Ларцевы Поляны (военный городок)
Ла́рцевы Поля́ны — улица и исторический район на южной окраине Коломны, часть исторического района Щурово.
До 2005 года Ларцевы Поляны — военный городок. Среди жителей города Ларцевы Поляны известны под неофициальным урбанонимом «Полигон».

## История
Название бывшего военного городка Ларцевы Поляны происходит от одноимённой деревни, упоминаемой в источниках ещё с конца XVI века и просуществовавшей до 1932 года (сейчас это исторический район Поляны в составе Коломны). C 1927 года по соседству с деревней Ларцевы Поляны начал действовать Ружейный полигон, перебазированный из-под Ленинграда. После подчинения Главному артиллерийскому управлению и преобразования в «Научно-исследовательский оружейный полигон» он получил в своё распоряжение часть производственных помещений Государственного артиллерийского ремонтно-опытного завода, располагавшегося на противоположном берегу реки Оки. Впоследствии оружейный полигон со всеми административно-хозяйственными подразделениями представлял собой небольшой гарнизон, расположенный в лесу. К 1936 году в Ларцевых Полянах в основном была создана вся необходимая испытательная, служебная и коммунальная база. Полигон имел лаборатории: баллистическую, металлографическую, химическую, механических испытаний, исследований работ автоматики, снаряжательную мастерскую и другие структуры. Коллективом, помимо испытательных операций, проводились научно-исследовательские и опытно-конструкторские работы по различным вопросам стрелкового, затем и миномётного вооружения. КБ полигона участвовало в создании противотанковых ружей Рукавишникова, Дегтярёва и Симонова, пистолета-пулемета Судаева. Доводку и испытание своего автомата проводил М. Т. Калашников. Полигон посещали И. В. Сталин, К. Е. Ворошилов, С. М. Будённый, Г. К. Жуков и другие знаменитые военачальники.
В конце 1959 года военный городок Ларцевы Поляны входит в состав города Щурово. В 1960 году Щурово было присоединено к Коломне. В этом же году расформировывается полигон, его база перепрофилируется в учебный центр для переподготовки и подготовки младших специалистов и офицеров частей ядерного вооружения СССР. С декабря 1982 года здесь располагается «Учебный центр боевого применения специального вооружения», а с 1996 года и до настоящего времени — «Учебный центр боевого применения ракетных войск и артиллерии Сухопутных войск». В гарнизонном офицерском клубе (в данный момент здание заброшено) работал музей боевой и трудовой славы.
Распоряжением Правительства Российской Федерации — России № 1570-Р, от 4 октября 2005 года, объекты социально-бытового и культурного назначения военного городка Ларцевы Поляны, в том числе жилые дома, были переданы в муниципальную собственность города Коломна.